# Agrotis mosbacheri
Agrotis mosbacheri là một loài bướm đêm trong họ Noctuidae.